# Hypsiboas rubracylus
Hypsiboas rubracylus és una espècie de granota que viu a Colòmbia i, possiblement també, a l'Equador.
Està amenaçada d'extinció per la pèrdua del seu hàbitat natural.